# Stade Menora Mivtachim
 (août 2024).
Si vous disposez d'ouvrages ou d'articles de référence ou si vous connaissez des sites web de qualité traitant du thème abordé ici, merci de compléter l'article en donnant les références utiles à sa vérifiabilité et en les liant à la section « Notes et références ».
Le stade Menora Mivtachim (en hébreu: היכל מנורה מבטחים) est une salle omnisports située à Tel Aviv-Jaffa en Israël. Elle est utilisée  principalement pour le basket-ball et les concerts.

## Histoire
Le stade Yad Eliyahou a été ouvert le 17 septembre 1963, avec un match entre les équipes nationales de basket-ball d'Israël et de Yougoslavie, dans lequel cette dernière a gagné par un score de 69 contre 64. Dans ses premières années, le stade avait une capacité de 5 000 spectateurs, avec simplement des tribunes en béton, sans sièges et sans toit.
En 1972, un deuxième étage de gradins a été construit, portant la capacité à 10 000 spectateurs. Les tribunes en béton furent dotées de sièges et le stade fut recouvert d'un toit.
Propriété de la municipalité de Tel-Aviv, il deviendra le stade Nokia (Eihal Nokia) entre 2003 et 2014 à la suite d'un accord signé entre la ville de Tel Aviv et le géant israélien des télécoms Eurocom, qui détient en Israël la marque Nokia et qui a payé 6,6 millions de dollars pour financer la rénovation du stade. À la fin des travaux de rénovation qui ont duré trois ans entre 2004 et 2007, le stade a pris le nom de stade Nokia, pendant huit ans, jusqu’à la fin 2014.
Selon un nouvel accord entre la municipalité de Tel-Aviv et la société d’assurance israélienne Menorah-Mivtachim, cette dernière versera 20 millions de shekels (4 millions d’euros) à la municipalité de Tel Aviv pendant huit années. Durant cette période, le stade prendra le nom de Stade Menorah-Mivtachim.
Menorah-Mivtachim est la cinquième société israélienne du secteur de l’assurance et des retraites. Elle détient notamment le plus important fonds de retraite privé du pays.
Le stade fait aujourd'hui 23 460 m² pour 10 383 sièges pour les épreuves sportives de basket-ball et 8 850 places pour les concerts. Il y a 12 portes, 2 caisses, 24 loges VIP, 6 stands de nourriture, 3 vestiaires et 3 salles de production, 1 salle de presse, un gymnase, 1 200 places de parking et plus de 2 000 places de parking à proximité de la salle. Il sera bientôt desservi par la ligne de métro-tramway de Tel-Aviv, M1 (ligne orange) à la station Yitzhak Sadeh.
Le stade accueille l'équipe de basket-ball, le Maccabi Tel Aviv qui est son équipe maison.

## Événements
- FIBA EuroStars, 30 décembre 1997
- Concert de Johnny Hallyday, 30 octobre 2012
- Concerts de Charles Aznavour, 23 novembre 2013 et 15 mars 2014
- Championnat d'Europe de basket-ball 2017
- Concerts de Ringo Starr et son All-Starr Band , 23 et 24 juin 2018
- Concert de Roger Hodgson le 11 novembre 2019
- Concert à guichets fermés du français Kendji Girac le 21 Août 2022 qui a interprété "Oh! Prends mon âme", cantique chrétien interprété sur l'air de l'hymne national israélien.

## Galerie

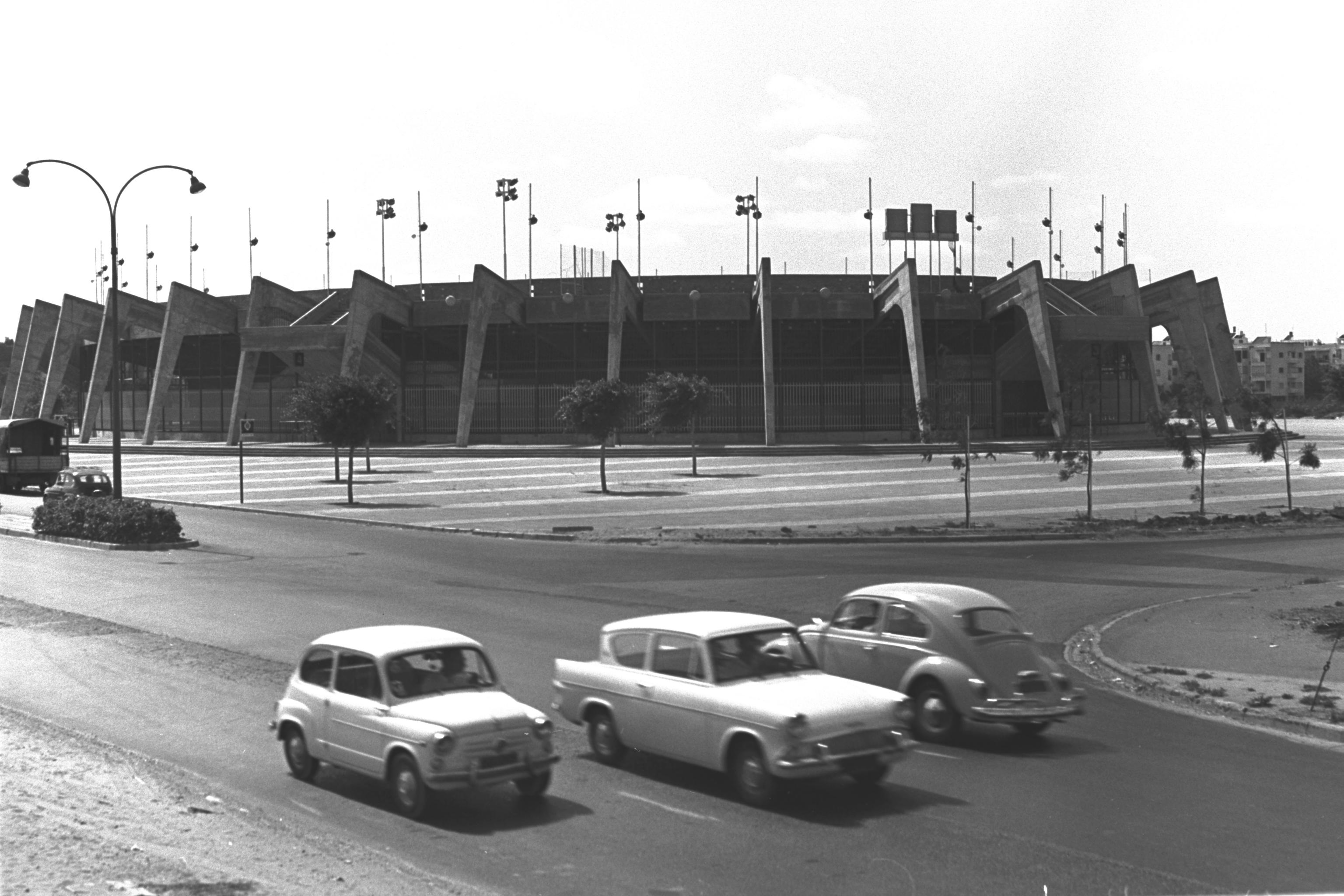
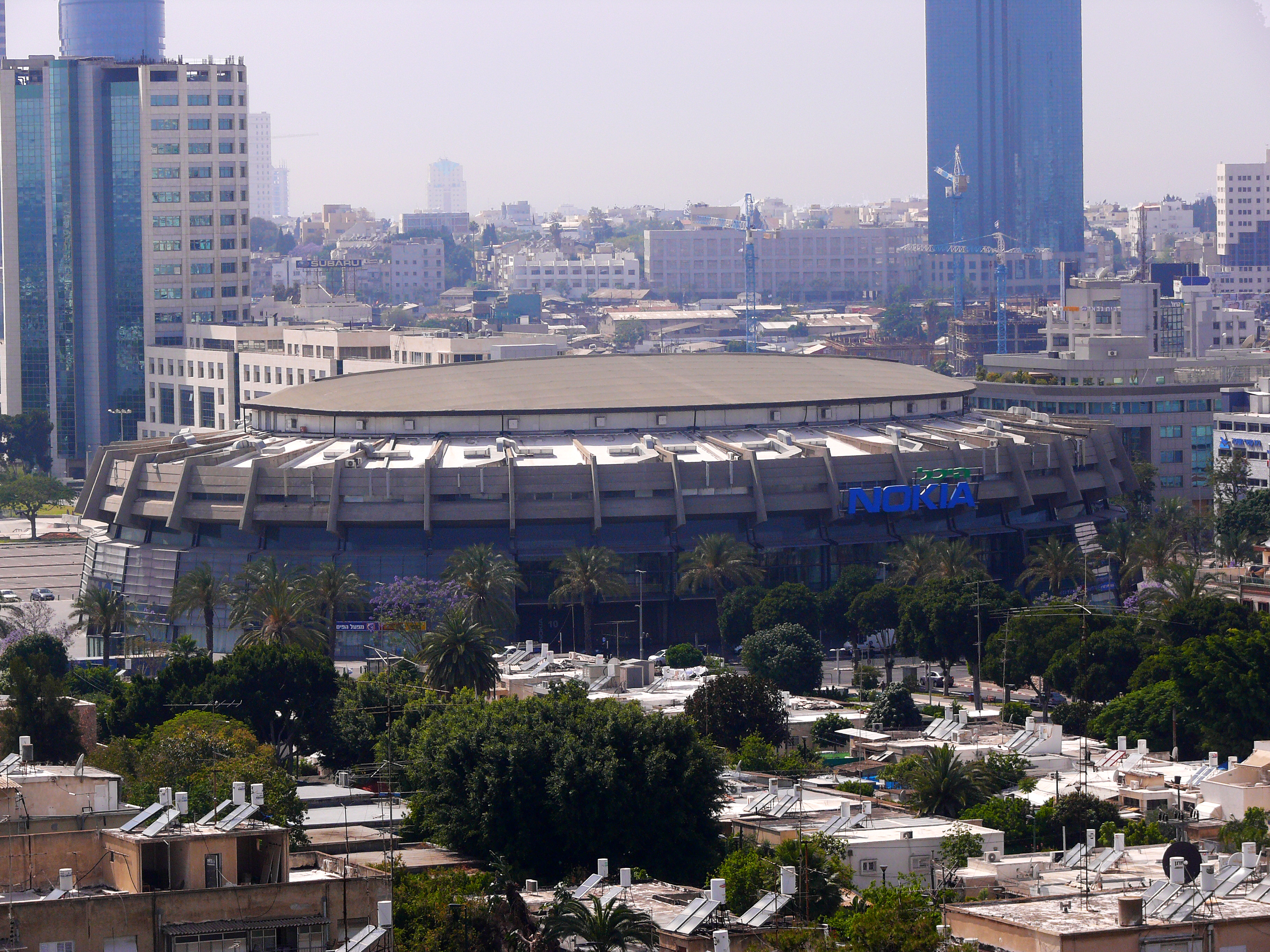
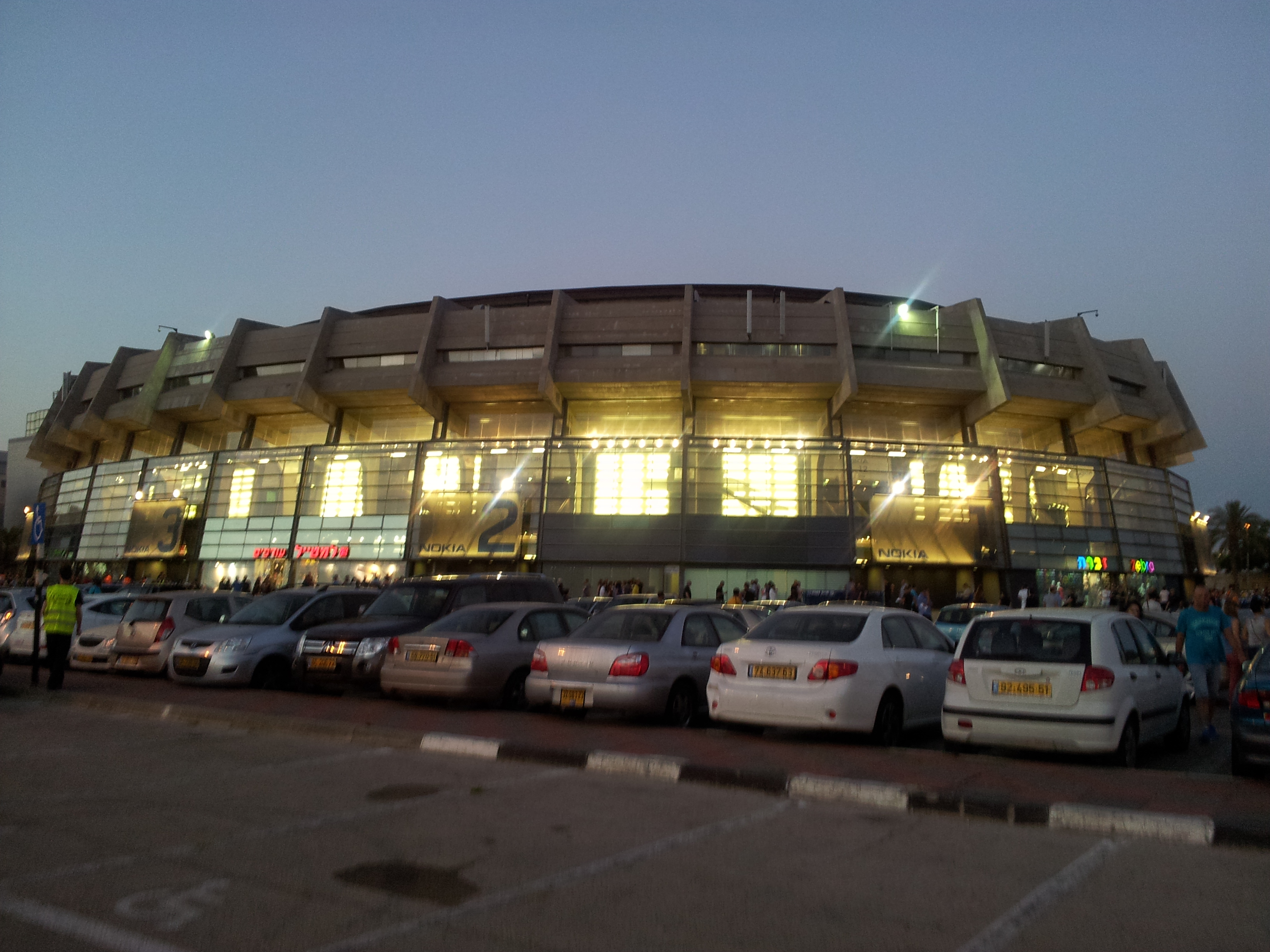
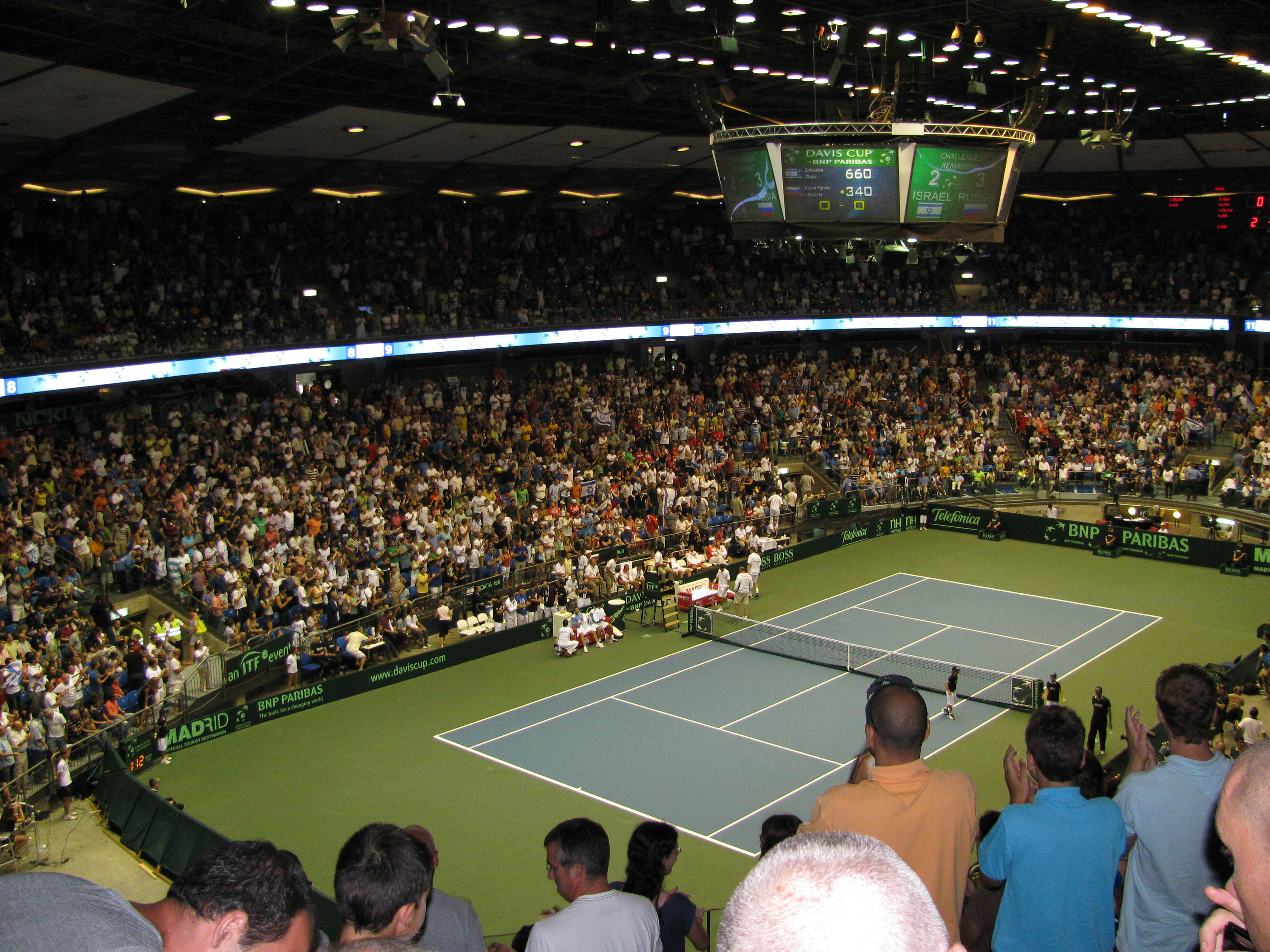
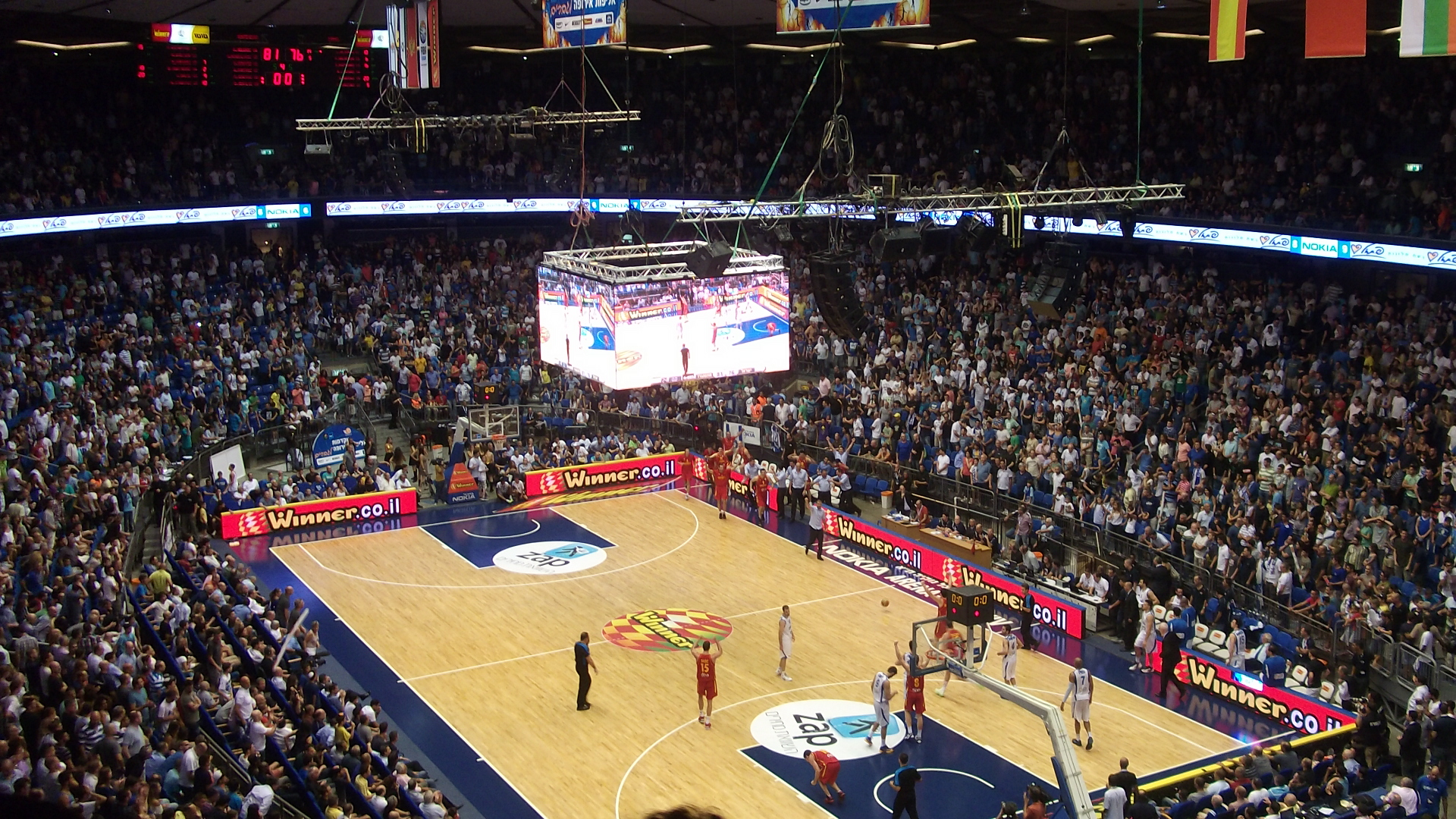
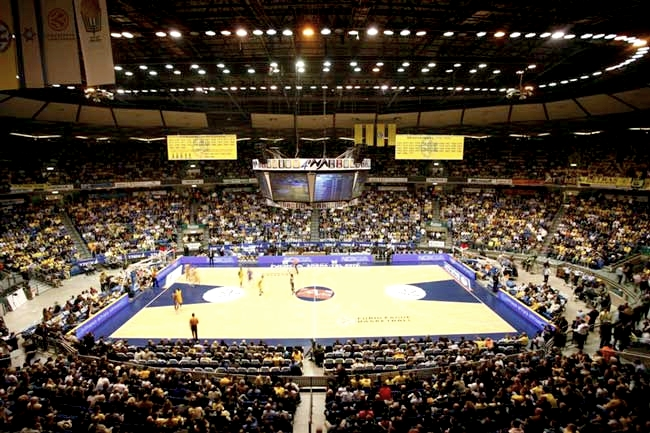
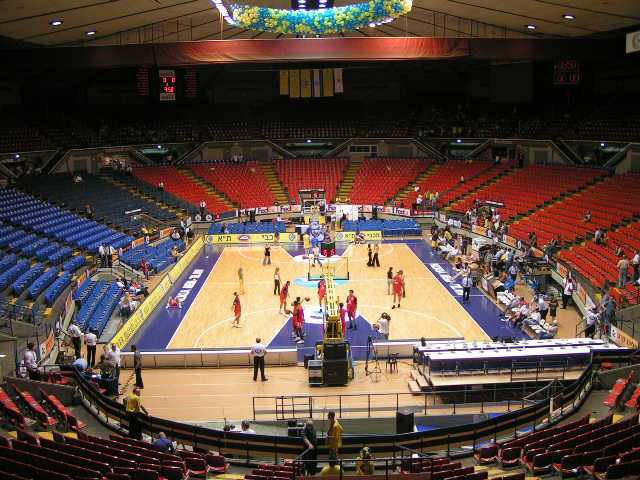
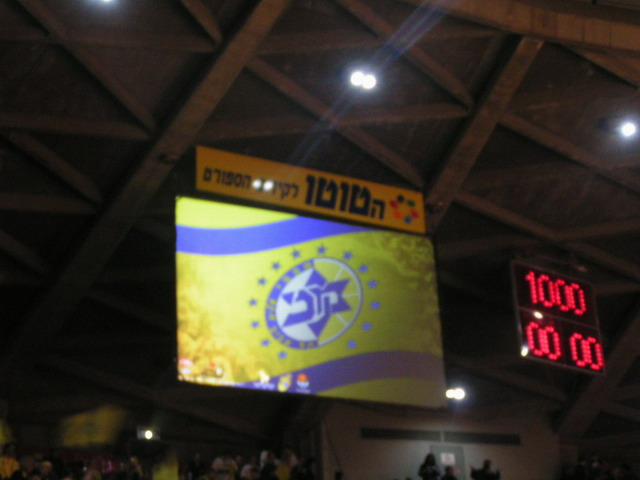